# Братковский, Даниил Богданович
Даниил Богданович Братковский (2-я половина XVII века — 15 ноября 1702) — шляхтич, общественный деятель, борец за православие, поэт с Волыни, подчаший венденский, защитник прав украинского населения на шляхетских сеймиках Киевщины и Волыни. Братковский — участник и организатор ряда народных восстаний на Правобережной Украине и в Галичине.

## Биография
Представители этого старинного рода жили в Брацлавском и Волынском воеводствах, но не приняли католицизм и не отреклись от национальной самобытности. Сам Даниил активно противостоял попыткам ввести унию.
В связи с намерением католического и униатского духовенства собрать в начале 80-х гг. XVII ст. в Люблине объединительный церковный собор, депутация Луцкого православного братства (в составе которой был и Д. Братковский), получив от общины чёткие инструкции, приняла присягу, что её члены приложат все усилия, чтобы сохранить целость святой восточной церкви, послушной четырём восточным патриархам, и что они, «не соблазняясь ни лаской, ни обещаниями, ни дарами, не уступая перед страхом, даже перед смертной казнью, будут защищать всех догм и обрядов, от большого до малого, ничего не добавляя и не опуская». Эту же позицию Д. Братковский отстаивал на многочисленных сеймиках Киевщины и Волыни.
Стремясь к объединению всех украинских сил в борьбе против поработителей, Даниил Братковский в 1700 году посетил гетмана Ивана Мазепу, принимал участие в восстании под руководством Семёна Палия.
Арестован рядом с Изяславом. 15 ноября 1702 года казнён в Луцке по приговору польского военного суда (был зарублен палачом на рыночной площади).
Фигура Д. Братковского вдохновила известного украинского драматурга Михаила Старицкого на создание драмы «Последняя ночь».

## Творчество
В своих поэтических произведениях Д. Братковский соединил барочный гуманистический стиль и сатирическое осмысление реальности. В его творчестве отчётливо звучат идеи гражданского и демократического общества. В 1697 году в Кракове он издал сборник стихов (на польском языке с использованием украинских лексических элементов) под названием «Мир, по частям рассмотренный» (пол. Świat przeorzany), которые имели сатирическую направленность («Диспут убогого с господином», «Банкет на сеймике», «Равенство» и др.). Это острая сатира, которая разоблачает униженное положение бедных православных украинцев в Речи Посполитой, где в то время существовали чёткие сословные и религиозные ограничения. Поэт и мыслитель вёл речь о том, что католики и православные, богатые и бедные — суть равные субъекты общественной деятельности страны.
Задолго до И. Котляревского Д. Братковский сосредоточил внимание на богатстве языка, обычаях, культуре народа.
Даниил Братковский оставил после себя творческое наследие — сборник стихов «Мир, по частям рассмотренный» на старопольском языке. Он был впервые переиздан с параллельным переводом на украинский в Луцке. Ежегодно общественность города Луцка чтит память Братковского.
Характерными признаками произведений Даниила Братковского являются ирония и юмор как приём изображения, свойственный барочному восприятию. Он прибегал также к стихотворной обработке анекдотов или иронической трактовке афоризмов.

## Память
В городе Луцке есть улица Даниила Братковского.
27 июня 2013 года по случаю 1025-летия Крещения Киевской Руси Поместный Собор Украинской Православной Церкви Киевского Патриархата канонизировал и причислил к лику святых Даниила Братковского в лике Страстотерпец.